# Lymantriades uniformis
Lymantriades uniformis är en fjärilsart som beskrevs av Moore 1879. Lymantriades uniformis ingår i släktet Lymantriades och familjen tofsspinnare. Inga underarter finns listade i Catalogue of Life.